# Колмогоров, Герман Леонидович
Герман Леонидович Колмогоров (01.02.1940 — 28.11.2021) — советский и российский учёный в области динамики, доктор технических наук (1980), профессор (1981).

## Биография
Родился 1 февраля 1940 г. в Перми.
После окончания Уральского политехнического института имени С. М. Кирова (1962) работал преподавателем Уральского политехникума в Свердловске.
С 1964 г. в Пермском политехническом институте: аспирант (1964—1967), ассистент кафедры динамики и прочности машин, с 1968 г., после защиты кандидатской диссертации, — старший преподаватель, а затем доцент кафедры ДПМ.
В 1980 г. защитил докторскую диссертацию, в 1981 г. утверждён в ученом звании профессора.
С 1983 по 2015 г. заведующий кафедрой «Динамика и прочность машин».
Основатель нового научного направления, связанного с реализацией режима жидкостного трения в процессах обработки материалов давлением. Создал теоретические основы «гидродинамической подачи смазки», позволяющей улучшить технико-экономические показатели технологических процессов.
Под его руководством подготовлено и защищено 12 кандидатских диссертаций.
Заслуженный работник высшей школы РФ (11.03.2003).

## Сочинения
- Вопросы теории и практики гидродинамической подачи смазки при обработке металлов давлением : диссертация … доктора технических наук : 05.16.05. — Пермь, 1978. — 359 с. : ил.
- Гидродинамическая смазка при обработке металлов давлением / Г. Л. Колмогоров. — М. : Металлургия, 1986. — 166,[1] с. : ил.; 21 см.
- Инструмент для волочения / Г. Л. Колмогоров, С. И. Орлов, В. Ю. Шевляков. — М. : Металлургия, 1992. — 143,[1] с. : ил.; 21 см; ISBN 5-229-00774-5
- Оптимальное проектирование конструкций : учеб. пособие / Г. Л. Колмогоров, А. А. Лежнёва ; Минобрнауки РФ, ФАО, Перм. гос. техн. ун-т. — Пермь : Перм. гос. техн. ун-т, 2005 (Отдел электронных издат. систем ОЦНИТ Пермского гос. техн. ун-та). — 167 с. : ил.; 21 см; ISBN 5-88151-493-9
- Технологические остаточные напряжения и их влияние на долговечность и надёжность металлоизделий : монография / Г. Л. Колмогоров, Е. В. Кузнецова, В. В. Тиунов ; Минобрнауки РФ, ФГОУ ВПО «Пермский нац. исслед. политехнический ун-т». — Пермь : Изд-во Пермского нац. исслед. политехнического ун-та, 2012. — 224, [1] с. : ил., табл.; 21 см; ISBN 978-5-398-00840-1
- Механика пластического деформирования трансверсально-изотропных композиционных сверхпроводниковых материалов : [монография] / Г. Л. Колмогоров [и др.] ; Минобрнауки РФ, ФГБОУ ВПО «Пермский нац. исслед. политехнический ун-т». — Пермь : Изд-во Пермского нац. исслед. политехнического ун-та, 2011. — 216 с. : ил., табл.; 22 см; ISBN 978-5-398-00591-2